# جرج پرتر
جرج هارنیج پرتر، بارون پرتر لودنهام (به انگلیسی: George Hornidge Porter, Baron Porter of Luddenham) ‏ (۶ دسامبر ۱۹۲۰ – ۳۱ اوت ۲۰۰۲) دانشمند شیمی‌دان انگلیسی و برنده جایزه نوبل شیمی سال ۱۹۶۷ بود.

## زندگی
پرتر در شهر کوچک استین فورث در یورک شایر، انگلستان، به دنیا آمد. او مدرک کارشناسی خود در زمینه شیمی را از دانشگاه لیدز دریافت کرد. او سپس به عضو نیروهای داوطلب ارتش انگلستان در جنگ جهانی دوم فعالیت کرد.
او پس از جنگ به دانشگاه کمبریج رفت تا زیر نظر رونالد نوریش کار کند. پژوهش‌های آن‌ها در زمینه تجزیه شیمیایی نوری جایزه نوبل شیمی را نصیبشان کرد. مطالعات او بر روی این پدیده به منظور به دست آوردن اطلاعاتی دربارهٔ ساختارهای مولکولی کوتاه‌زی، نخستین شواهد از رادیکال‌های آزاد را به دست آورد. پژوهش‌های بعدی او دربارهٔ فرایندهای شیمیایی وابسته به نور بود با هدف به‌کارگیری آن‌ها در کاربردهای اقتصاد هیدروژن؛ زمینه‌ای که او بسیار به آن علاقه داشت.
پرتر در سال‌های ۱۹۹۰–۱۹۸۵ رئیس انجمن پادشاهی بود. او برنده جوایز گوناگونی از جمله مدال دیوی در ۱۹۷۱، مدال رامفورد در ۱۹۷۸، مدال الیسون-کلیف در ۱۹۹۱، مدال کاپلی در ۱۹۹۲ شد. او در سال ۱۹۷۲ به لقب شوالیه نایل آمد و در سال ۱۹۹۰ لقب بارون پرتر لودنهام، از لودنهام در منطقه کنت، را گرفت.